# Udenfor (dokumentarfilm)
|  | Denne artikel er oprettet af botten Steenthbot ud fra en ekstern database. Den kan derfor have sproglige fejl eller mangler. Denne skabelon kan fjernes efter kontrol af indholdet. |

Udenfor er en dansk dokumentarfilm fra 1995 instrueret af Flemming Lyngse og efter manuskript af Harly Sonne.

## Handling
Jeg er i gang med at lave en film om sindslidende hjemløse. At komme indenfor i deres verden er ikke muligt. Jeg forstår dem ikke. Det eneste, jeg kan, er at få lov til at se, konstaterer instruktøren indledningsvis og følger så med kameraet på høflig afstand "posedamerne" Olga, Jens og svenske Lena på deres daglige rute med rutinerede affaldspose-check gennem det januarkolde København anno 1995. Olga har hele tiden alle sine ting med sig, Jens har levet på gaden i 22 år, Lena taler konstant om mystiske ting. En sluttekst oplyser, at Lena nu er tvangsindlagt, mens Jens og Olga stadig lever udenfor.